# Alasmidonta
Alasmidonta је род слатководних шкољки из породице Unionidae, речне шкољке.

## Врсте
Врсте у оквиру рода Alasmidonta:
- Alasmidonta arcula (I. Lea, 1838), Altamaha arcmussel
- Alasmidonta atropurpurea (Rafinesque, 1831), Cumberland elktoe
- Alasmidonta heterodon (I. Lea, 1830), Dwarf wedge mussel
- Alasmidonta marginata Say, 1818, Elktoe
- Alasmidonta mccordi Athearn, 1964, Coosa elktoe
- Alasmidonta raveneliana (I. Lea, 1834), Appalachian elktoe
- Alasmidonta robusta Clarke, 1981, Carolina elktoe
- Alasmidonta triangulata (I. Lea, 1858), Southern elktoe
- Alasmidonta undulata (Say, 1817), Triangle floater
- Alasmidonta varicosa (Lamarck, 1819), Brook floater
- Alasmidonta viridis (Rafinesque, 1820), Slippershell mussel
- Alasmidonta wrightiana (Walker, 1901), Ochlockonee arcmussel

## Галерија
- Elktoe,
Alasmidonta marginata
- Slippershell mussel,
Alasmidonta viridis